# Esko Melakari
Esko Johannes Melakari, född 30 mars 1947 i Uleåborg, är en sverigefinländsk politiker.
Melakari tillbringade barndomen i Rovaniemi landskommun och sin ungdomstid i Helsingfors. Efter studentexamen började han sitt yrkesverksamma liv på ett sågverk i nära Ljungby i Småland. I Sverige började han studera igen, naturvetenskap, och tog fil.kand. vid Göteborgs universitet. Efter den svenska värnplikten reste han åter till Finland för att verka som lärare. I Borås var han därefter grundskollärare och organiserade den första finskspråkiga kursen på Fristads folkhögskola. Han verkade även för finskspråkighet inom ABF.
Melakari var främst verksam i Västsverige, men efter att han blev huvudsekreterare för Sverigefinska Riksförbundet flyttade han till Mälardalen. 